# نبيلة الرميلي
نبيلة الرميلي (مواليد 5 يونيو 1984) سياسية مغربية، تقلدت منصب وزيرة الصحة والحماية الاجتماعية من 7 أكتوبر 2021 إلى 14 أكتوبر 2021 في حكومة أخنوش. ثم إعفاؤها أياما بعد ذالك ليخلفها خالد ايت الطالب 

## السيرة
التحقت بجامعة الدار البيضاء حيث تخرجت من كلية الطب. بعد تخرجها عملت طبيبة في وزان بين عامي 2002 و 2005.

## المناصب
تولت منصب مديرة إقليمية لوزارة الصحة المغربية في كل من بن امسيك (2006 – 2010 م) وآنفا (2010 – 2014 م). وابتداءً من 2017، شغلت مهمة المديرة الجهوية للصحة بجهة الدار البيضاء سطات.
شغلت نبيلة الرميلي منصب نائبة عمدة الدارالبيضاء المكلفة بحفظ الصحة في الولاية السابقة، كما كانت عضوة بمجلس مقاطعة سباتة لولايتين سابقتين.

## عمادة الدار البيضاء
في 20 سبتمبر 2021، اُنتخبت عمدة للدار البيضاء، عن حزب التجمع الوطني للأحرار. وبذلك تعد أول امرأة تتولى منصب عمدة الدار البيضاء والمرأة الثالثة التي تفوز بعمادة المدن المغربية، بعد أسماء أغلالو عمدة مدينة الرباط، وفاطمة الزهراء المنصوري عمدة مدينة مراكش.

## الوزارة
في 7 أكتوبر 2021، أعلن العاهل المغربي محمد السادس عن الحكومة جديدة برئاسة عزيز أخنوش بعد الانتخابات التي أجريت في أغسطس الماضي، وقد قُلدت نبيلة الرميلي منصب وزيرة الصحة والحماية الاجتماعية، لكنها طلبت إعفاءها من مهام الوزارة وذلك من أجل أن تتفرغ لمهماتها كرئيسة لمجلس مدينة الدار البيضاء، وقد عُيّن مكان الرميلي، خالد آيت الطالب الذي كان وزيرا للصحة والحماية الاجتماعية في الحكومة السابقة.

## الحياة الشخصية
متزوجة من توفيق كميل، وهو عضو زميل في حزب التجمع الوطني للأحرار ونائب في البرلمان المغربي. ولديها طفلان.